# Евклидова геометрия
Евкли́дова геоме́трия (или элементарная геометрия) — геометрическая теория, основанная на системе аксиом, впервые изложенной в «Началах» Евклида (III век до н. э.). Это геометрия ортогональной группы.

## Основные сведения
Элементарная геометрия — геометрия, определяемая в основном группой перемещений (изометрий) и группой подобия.
Однако содержание элементарной геометрии не исчерпывается указанными преобразованиями.
К элементарной геометрии также относят преобразование инверсии, вопросы сферической геометрии, элементы геометрических построений, теорию измерения геометрических величин и другие вопросы.
Элементарную геометрию часто называют евклидовой геометрией, так как первоначальное и систематическое её изложение, хотя и недостаточно строгое, было в «Началах» Евклида.
Первая строгая аксиоматика элементарной геометрии была дана Гильбертом.
Элементарная геометрия изучается в средней общеобразовательной школе.

## Аксиоматика
Задача аксиоматизации элементарной геометрии состоит в построении системы аксиом так, чтобы все утверждения евклидовой геометрии следовали из этих аксиом чисто логическим выводом без наглядности чертежей.
В «Началах» Евклида была дана система аксиом, на которой базируется вся евклидова геометрия:
1. От всякой точки до всякой точки можно провести прямую линию.
2. Ограниченную прямую можно непрерывно продолжать по прямой.
3. Из всякого центра всяким радиусом может быть описан круг.
4. Все прямые углы равны между собой.
5. Если прямая, пересекающая две прямые, образует внутренние односторонние углы, меньшие двух прямых углов, то, продолженные неограниченно, эти две прямые встретятся с той стороны, где углы меньше двух прямых углов.

Эта система была достаточна для того, чтобы один математик понял другого,
но в доказательствах неявно использовались и другие интуитивно очевидные утверждения, в частности так называемая теорема Паша, которая не может быть выведена из постулатов Евклида.
В 1899 году Гильберт предложил первую достаточно строгую аксиоматику евклидовой геометрии.
Попытки улучшения евклидовой аксиоматики предпринимались до Гильберта Пашем, Шуром, Пеано, Веронезе, однако подход Гильберта, при всей его консервативности в выборе понятий, оказался более успешным.
Существуют и другие современные аксиоматики, наиболее известные:
- аксиоматика Александрова;
- аксиоматика Биркгофа, содержащая всего 4 аксиомы, но использующая вещественные числа как готовое понятие;
- аксиоматика Тарского.

## Системы обозначений
Существует несколько конкурирующих систем обозначений.
- Точки обычно обозначаются прописными латинскими буквами {\displaystyle A,B,C,\dots }.
- Прямые обычно обозначаются строчными латинскими буквами {\displaystyle a,b,c,\dots }.
- Расстояние между точками {\displaystyle P} и {\displaystyle Q} обычно обозначается {\displaystyle PQ} или {\displaystyle |PQ|}.
- Отрезок между точками {\displaystyle P} и {\displaystyle Q} обычно обозначается {\displaystyle [PQ]} или {\displaystyle {\overline {PQ}}}.
- Луч из точки {\displaystyle P} через точку {\displaystyle Q} обычно обозначается {\displaystyle [PQ)} или {\displaystyle {\overrightarrow {PQ}}}.
- Прямая через точки {\displaystyle P} и {\displaystyle Q} обычно обозначается {\displaystyle (PQ)} или {\displaystyle {\overleftrightarrow {PQ}}}.
- Треугольник с вершинами {\displaystyle P}, {\displaystyle Q} и {\displaystyle R} обычно обозначается {\displaystyle \triangle PQR} или {\displaystyle [PQR]}.
- Площадь фигуры {\displaystyle F} обычно обозначается {\displaystyle S(F)} или {\displaystyle |F|}.
- Угол, образованный лучами {\displaystyle [OP)} и {\displaystyle [OQ)}, обычно обозначается {\displaystyle \angle POQ}.
- Величина угла {\displaystyle \angle POQ} обычно обозначается {\displaystyle \measuredangle POQ}.
  - При этом для краткости величина угла часто обозначается строчной греческой буквой {\displaystyle \alpha ,\beta ,\gamma ,\dots }